# Психографіка
Психографіка, Психографія — метод вивчення способу життя населення на основі способів проведення вільного часу, інтересів (наприклад, уподобань у музиці), особистості. У дослідженні поведінки сучасних споживачів ці критерії все більше замінюють традиційні демографічні категорії (вік, соціальний статус, освіта тощо). Це дозволяє краще вивчити ринкову поведінку. Замість того, щоб орієнтуватися на товар і шукати потрібну цільову групу для нього у чітко визначеній віковій групі та з певною сумою доходу, ефективніше орієнтуватися на самого замовника та його уподобання.
Психографія — висвітлення внутрішнього світу письменника на підставі аналізу листів, щоденників, свідчень сучасників тощо. Термін англійського літературознавця Дж. Сентсбері (1845—1933), застосовуваний до методології засновника біографічного методу Сент-Бева.